# Moros y Cristianos
 (mai 2025).
Si vous disposez d'ouvrages ou d'articles de référence ou si vous connaissez des sites web de qualité traitant du thème abordé ici, merci de compléter l'article en donnant les références utiles à sa vérifiabilité et en les liant à la section « Notes et références ».
 (mai 2025).
Le contenu est difficilement compréhensible vu les erreurs de traduction, qui sont peut-être dues à l'utilisation d'un logiciel de traduction automatique.
Pour Moros y cristianos, voir Moros y cristianos (homonymie).

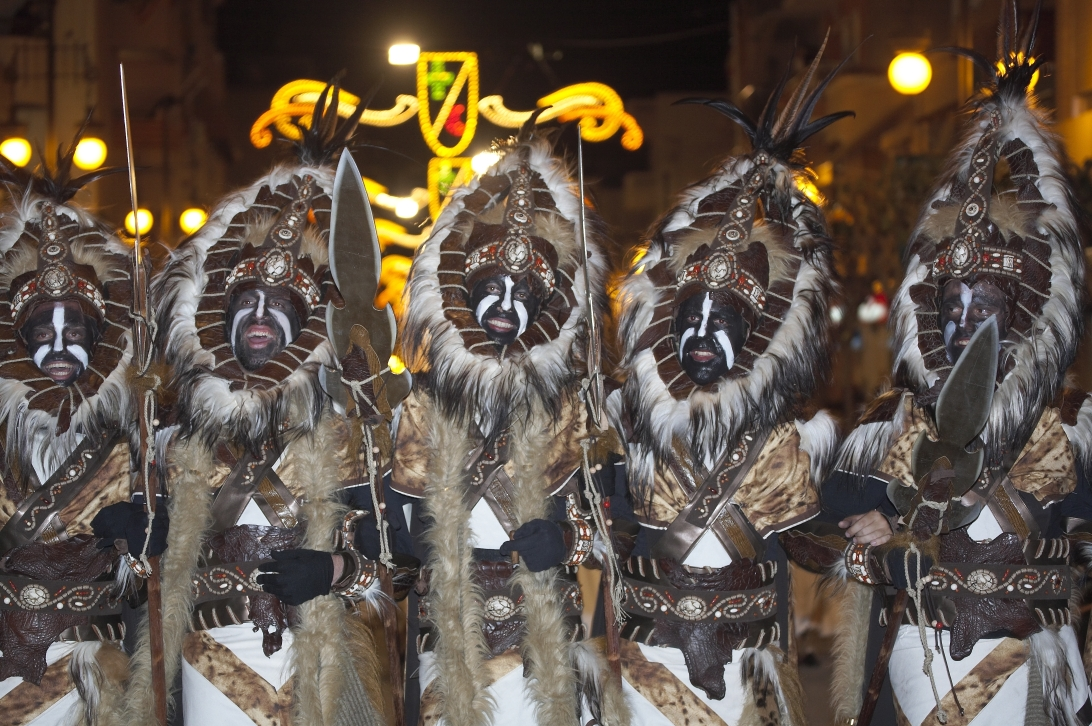
Entrada Mora 2006 - El Campello

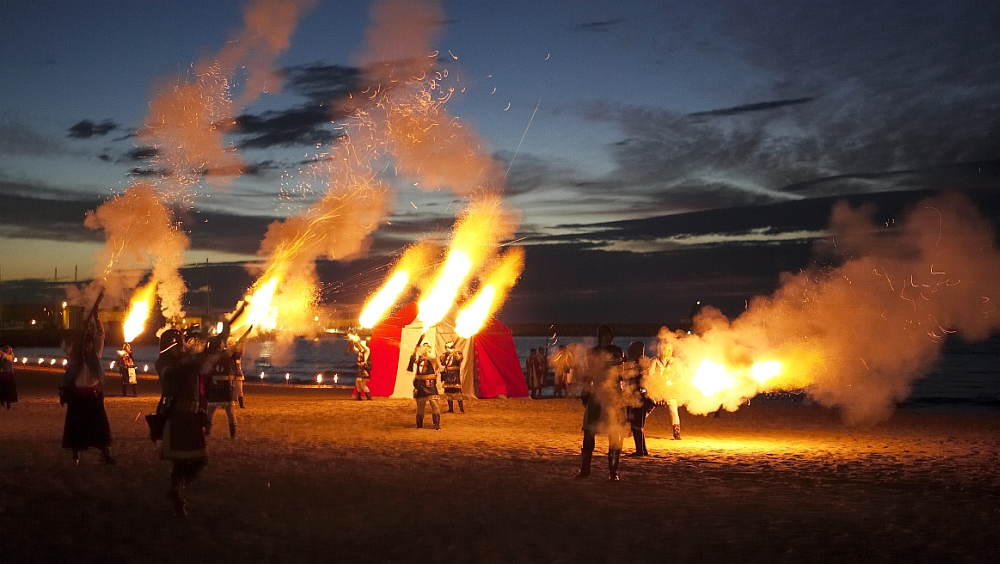
Desembarco 2006 - El Campello

Les fêtes des Moros y Cristianos  (en espagnol ; Moros i Cristians en valencien, Maures et chrétiens en français) se déroulent en Espagne et commémorent  la Reconquête de la péninsule Ibérique et les affrontements passés entre les populations chrétiennes et musulmanes. Anciennement, elles avaient lieu pratiquement dans toute la péninsule, puis se sont progressivement perdues ou se sont transformées. Aujourd’hui, on constate une renaissance spectaculaire de cette tradition. Elles sont actuellement célébrées dans différentes cités de l’est de la péninsule, comme la région de Murcie, Castille-La Manche ou l'Andalousie, et spécialement la communauté valencienne, surtout dans la province d'Alicante. C’est dans cette province que se concentre à notre époque  le plus grand nombre de cités qui célèbrent ce type de festivités.
Cependant on les célèbre également dans quelques villes de Catalogne, des Baléares et d’Aragon.

## Fête
Avec des différences  plus ou moins grandes, cette fête se compose de différents épisodes, parmi lesquels invariablement, on trouve les Entrées (Entradas) ou Défilés (Desfiles), Ambassades (Embajadas) et Procession (Procesión). Très souvent, elles sont célébrées en même temps que les Fêtes Patronales de la cité. Les participants se divisent en deux bandes, les maures (moros) et les chrétiens (cristianos), vêtus chacun selon la mode de l’époque (il s'agit du style médiévale) et cela pour chacune des deux cultures. La règle de division en deux camps n’est pas toujours suivie strictement. Chaque camp peut se subdiviser en d’autres groupes comme : les Laboureurs (Labradores); Contrebandiers (Contrabandistas), Andalous, Brigands (Bandoleros); Pêcheurs (Pescaors) (ou Marins); Boucaniers (ou Pirates, Corsaires, etc.); Gitans; ou dans la bande maure, Francs-Tireurs (Pacos) (on en trouve à Mutxamel, Altozano et El Rebolledo). Ces groupes s’habillent en accord avec les costumes qui leur sont habituellement  associés.

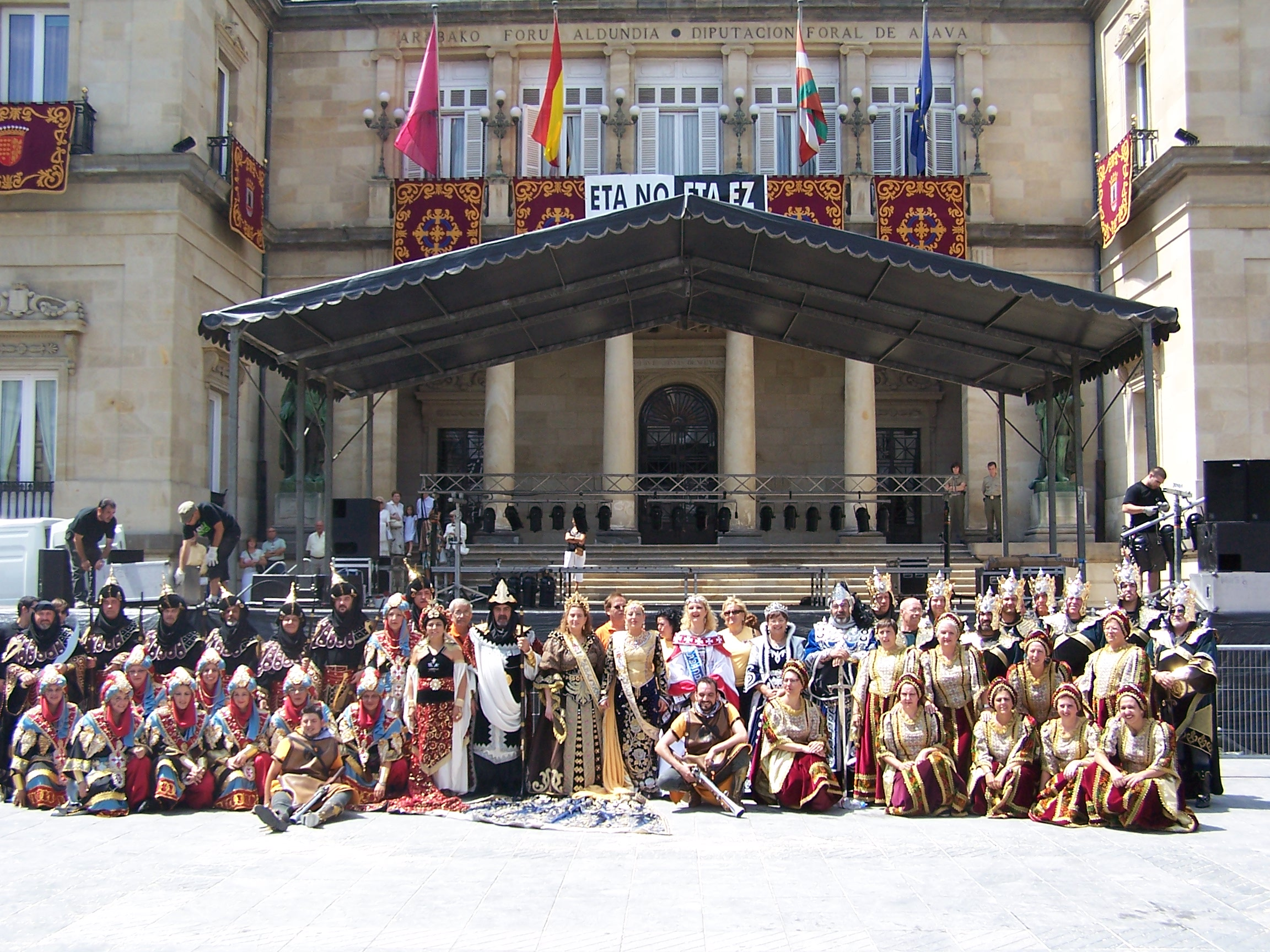
Fêtes de la cité d’Alicante en Vitoria durant les Fiestas de la Blanca en 2006

### Histoire
On a des archives qui démontrent l’antiquité de ces Fêtes. Tout en ayant le sens indiqué ci-dessus (commémoration de l’affrontement entre les chrétiens et les musulmans) — leur création correspond à un évènement précis, en relation avec le seigneur féodal ou la visite du roi dans la cité.
Il est arrivé qu’elles aient été célébrées avant que la Reconquête de la Péninsule ne soit achevée  (en 1150 à Lérida, en 1426 à Murcie et en 1463 à Jaén). Quelques-unes naissent comme le font d’autres types de manifestations (les danses de moros et cristianos de Lérida ont été répandues par les marchands espagnols dans pratiquement toute la Méditerranée ; c’est ainsi que se célèbre aujourd’hui la Danza Moreska dans l’île Korčula Croatie).
Ces célébrations ont continué à se répandre ou bien de manière exceptionnelle (à l’occasion de commémorations) ou de manière plus suivie et en maintenant une structure de base, tout au long des XVIe et XVIIe siècles (en 1585 à Cocentaina, en 1599 à Orihuela, en 1596 à Valence, en 1614 à Petrer, en 1588 à Caudete, en 1599 à Alicante, en 1614 à Jumilla, en 1638 à Villena, en 1747 à Alcoy, etc.). C’est à partir du XIXe siècle et spécialement durant le XXe siècle qu’elles se sont répandues de manière généralisée dans toute la communauté valencienne.
Sans aucun doute, ainsi que le démontre leur déclaration comme Fête de Interés Turístico Internacional, les Fêtes de Moros y Cristianos les plus connues sont celles qui ont lieu à Alcoi (Alicante): les Maures et Chrétiens d'Alcoy. Cependant, il faut signaler d’autres communes qui méritent de figurer parmi celles qui comptent un grand nombre de visiteurs durant leurs fêtes. Parmi d’autres, notons Villena, Elda, Dénia, La Vila Joiosa, Caudete, Cocentaina, Ontinyent, Crevillent, Petrer, San Vicent del Raspeig, San Blas (Alicante), Mutxamel, Almansa (Albacete), Sax, Orihuela... etc.

### Déroulement

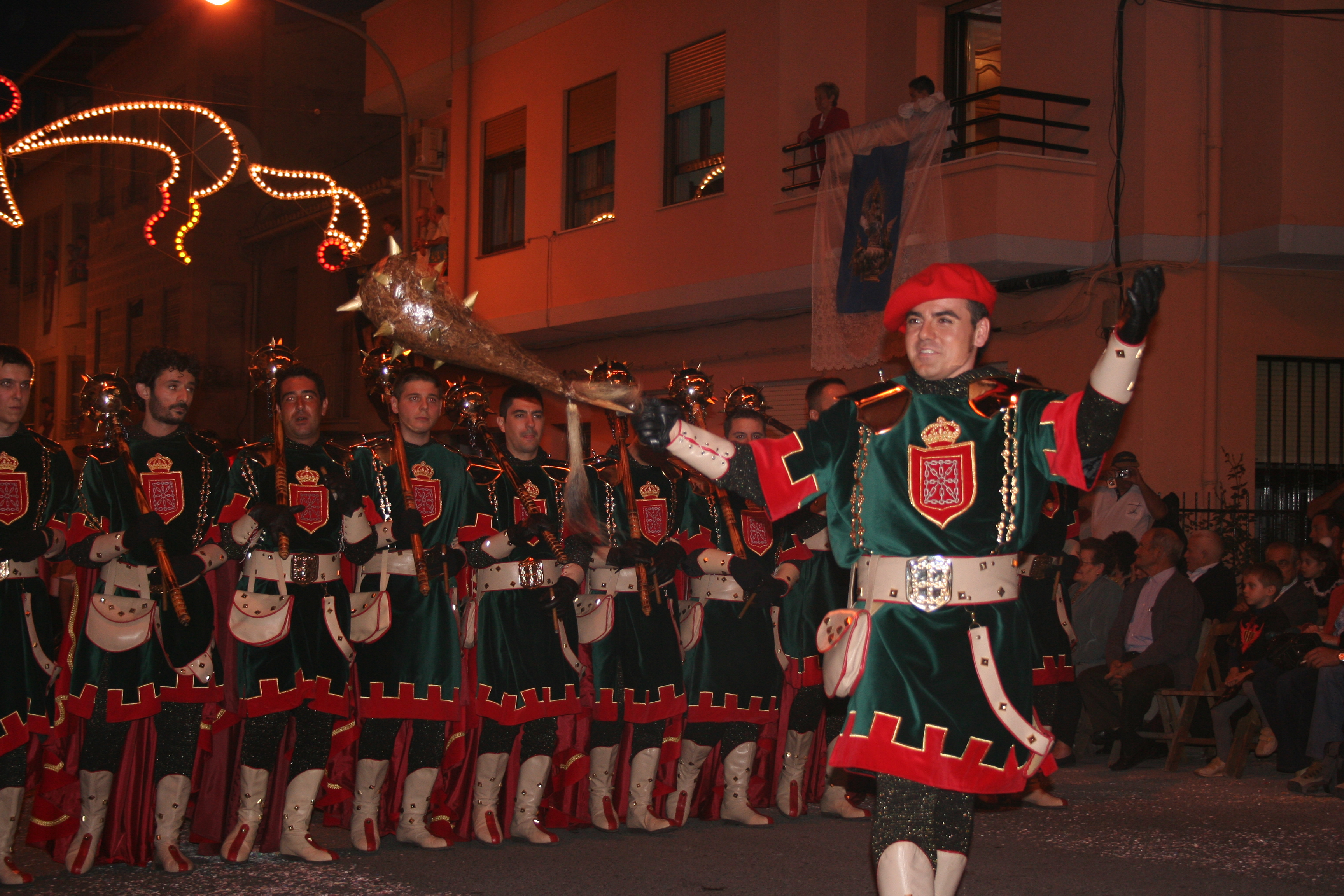
Fêtes de la cité de Callosa d'en Sarrià, Alicante

Les fêtes de chaque localité -comme il a été déjà mentionné- ont leurs propres particularités, mais il existe un schéma général dans le déroulement de la fête. Cette remarque s’applique surtout pour les communes du Levant (communauté valencienne, région de Murcie et Castille-La Manche). Chacune  des bandes prend symboliquement possession de la cité pendant un jour. On parle de l’Entrée chrétienne et l’Entrée maure. La fête s’achève avec la reconquête de la cité par les chrétiens. Cela se produit dans une bataille finale pendant laquelle on tire des coups de feu avec des arquebuses, des fusils arabes et des espagnoles, (cela dépend de la bande). Lors de cette bataille, on conquiert un château artificiel. Ce déroulement peut se produire avec des déguisements et des fausses armes.

### Participants
Chaque bande (chrétienne ou maure) est constituée par différents groupes (comparsas ou filaes). Les groupes chrétiens portent des noms comme Navarrais, Almogavres, Croisés, Chrétiens, Mirenos, Andalous, Chevaliers du Cid, Chevaliers de la Baronnie, etc. Les groupes maures, de leur côté, ont des noms comme Abenzoares, Magenta, Juifs, Berbères, Tarik, Marocains, La Llana, Saoudites, etc.
Chaque année, et pour chacune des deux bandes est choisi dans un des groupes la constituant, un capitaine ou roi (suivant le lieu). Il existe également d’autres figures, comme l’enseigne (alférez), le porte-drapeau ou la dame de la compagnie. Chaque bande a sa propre caserne, capitainerie ou lieu de réunion.

### Défilés

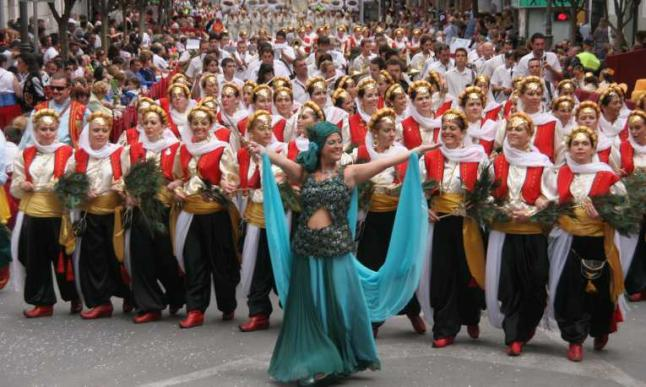
Les défilés de Villena sont les plus participatifs, où un tiers de la population défile et peuvent durer jusqu'à plus de 8 heures.

Les défilés, principalement dans les endroits de plus longue tradition ou dans les localités les plus grandes, se caractérisent par leur côté spectaculaire, non seulement dans la variété et la richesse des habits, mais également par la participation de chars et  d’animaux montés, comme chevaux, éléphants et dromadaires ou par la grande quantité de poudre employée. Chaque année, juste six mois avant, on célèbre en beaucoup d’endroits l’ Ecuador Festero ou mig any qui en valencien signifie moitié de l’année.

### Musique de Fête
La musique est un des aspects marquants de cette fête, surtout le fameux paso doble espagnol Paquito el Chocolatero écrit par Gustavo Pascual Falcó, compositeur de Cocentaina (Alicante) et qui est pratiquement devenu un hymne officieux de cette fête.
Plus généralement on peut classer la musique de la fête dans trois catégories générales : marches maures, marches chrétiennes et paso dobles, dont chacune a ses particularités et ses rythmes.
Il existe de nombreux exemples de chacun des styles :
- Marches maures
  - ARTZER Marcel: AL-MANAR II
  - Cavall de foc: José Rafael Pascual Vilaplana
  - Sisco: Daniel Ferrero
  - Habibi: Alfredo Anduix
  - Guardia Jalifiana: José Pérez Vilaplana
  - Tarde de abril: Amando Blanquer Ponsoda
  - Voro: José Vicente Egea Insa
  - Abraham: Rafael Mullor Grau
  - Lidia: Ramón García i Soler
  - Aladins: Daniel J. Ferrero Silvaje 2007
- Marches chrétiennes
  - Cid: Pedro Joaquín Frances
  - Gloria: Pedro Joaquín Frances
  - Caballeros de Navarra: Ignacio Sánchez Navarro
  - Jessica: José Rafael Pascual Vilaplana
  - Aelen: José Mira i Berenguer
  - Batallers: Ramón García i Soler
  - L'ambaixador Cristià: Rafael Mullor Grau
- paso dobles
  - Chordiet: Gregorio Casasempere Juan
  - El Tito: Sebastián Rubio Gil
  - Amparito Roca: J. Teixidor
  - A freixa
  - Segrelles: José Pérez Vilaplana
  - Ragón Falez: Emilio Cebrián Ruiz

### Lieux où elles se célèbrent
Quelques-unes des communes qui célèbrent des fêtes de Moros et Cristianos sont :

#### Province d'Albacete
- Abengibre
- Almansa
- Caudete: il existe des documents prouvant son existence depuis 1588 (XVIe siècle), de sorte que ce serait la célébration la plus ancienne de cette fête.
- Jorquera
- La Gineta

#### Province d'Alicante
- Agost
- Alcoi : Maures et Chrétiens d'Alcoy déclarées d'intérêt touristique international. Elles se célèbrent du 22 avril au 24 avril. Le Museu Alcoià de la Festa est un musée consacré aux fêtes de Moros y Cristianos d'Alcoy.
- Alicante : Elles se célèbrent dans cinq quartiers de la cité et à des dates distinctes. Les célébrations sont: Villafranqueza, en mars; San Blas, en juin ; El Rebolledo, en juillet; et Altozano et José Antonio, en août. La Federación Alicantina de Moros y Cristianos elle-même (organe qui regroupe les cinq quartiers alicantins), organise une série de manifestations à partir de septembre, et qui se terminent le 6 décembre avec le Défilé Général de Moros y Cristianos dans le centre d’Alicante.
- Altea : Elles se célèbrent entre la dernière semaine de septembre et la première d’octobre.
- Aspe
- Banyeres de Mariola : d'intérêt touristique national. Elles se célèbrent du 22 avril au 25 avril.
- Beneixama
- Benidorm : Le premier week-end d’octobre
- Beniali : Autour de la deuxième semaine d’août
- Benilloba : Autour du 15 août.
- Biar : Elles se célèbrent du 10 au 13 mai.
- Callosa d'en Sarrià: d'intérêt touristique national. Elles se célèbrent le second week-end d’octobre.
- Castalla
- Calp
- Cocentaina: C’est une des communes qui célèbre les fêtes de Moros y Cristianos depuis 1766 (XVIIIe siècle); elles sont déclarées d'intérêt touristique national.
- Crevillent : déclarées d'intérêt touristique national en 2005, elles se célèbrent depuis le  dernier week-end de septembre jusqu’au 9 octobre.
- El Campello
- Elx
- Elda
- Guardamar del Segura : fêtes de Moros y Cristianos autour du 25 de juillet.
- Ibi
- Muro de Alcoy :  on célèbre les Fiestas de Moros y Cristianos le second week-end de mai, en l'honneur de la Mare de Déu dels Desemparats. Elle comprend des manifestations aussi emblématiques que La Publicà ou L'Ambaixà del Tonell. Les Embajadas furent écrites en 1852 et sont considérées comme les plus anciennes.
- Monforte del Cid
- Mutxamel : du 7 au 13 septembre.
- Novelda : du 19 au 25 juillet, elles coïncident avec les fêtes patronales en l'honneur de Santa María Magdalena.
- Orihuela
- Onil
- Pétrel
- Sant Vicent del Raspeig
- Sax : du 1er au 5 février en l'honneur de San Blas.
- La Vila Joiosa :  déclarées d'intérêt touristique international ; elles présentent la particularité d’organiser un combat naval et un débarquement sur la plage.
- Villena : d'intérêt touristique national. Défilent environ 15 000 personnes (une des plus grandes participations, sinon la plus grande) et elles sont attestées depuis le premier tiers du XIXe siècle.
- Xixona : Elles se célèbrent le week-end le plus proche du 24 août en l'honneur de “San Bartolomé“ et San Sebastian, patron et copatron de la cité. Notons le moment du Jugement très sommaire du Maure Traitre ( Juicio Sumarisimo del Moro Traidor) qui a lieu le troisième jour de la fête.
- Xàbia : 3ème semaine de juillet

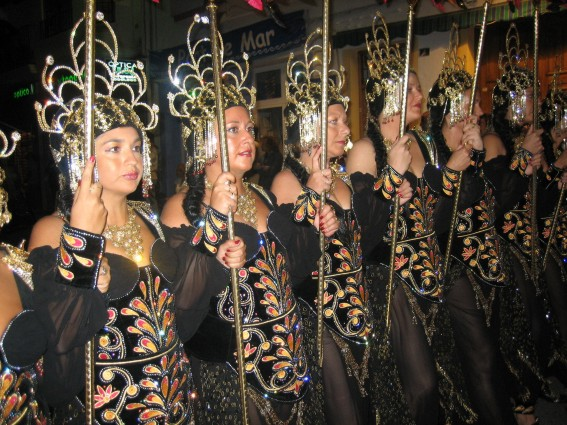
Fêtes à Alea en septembre 2005.
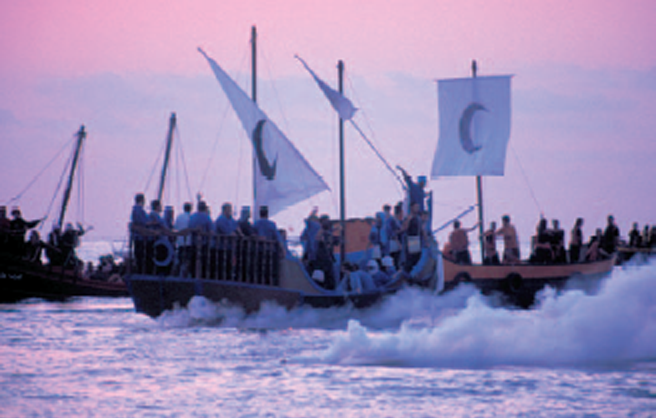
Débarquement des Moros i cristians - La Vila Joiosa.

#### Province d'Almería
- Alcóntar, en l’honneur de la Vierge du Rosaire le 7 octobre.
- Alcudia de Monteagud, le second dimanche d’août.
- Alhabia.
- Alquería (La), quartier de Adra, se célèbrent en août en l'honneur de la Virgen de las Angustias. La première manifestation se tient le matin et la seconde le soir et non dans le centre de la localité comme il est habituel, mais à l’extérieur, dans le lit à sec d’une rivière où on doit traslater la statue en procession et  lui préparer  une niche fait de branches feuilles de palmier, draps et couvre-lits.
- Angosto (Serón), en l'honneur de la Purísima Concepción le 8 décembre.
- Bacares, en l'honneur du Santo Cristo del Bosque le 14 septembre.
- Bayárcal, se célèbrent les 3 et 4 décembre en l'honneur de San Francisco Javier.
- Bayarque, le dernier dimanche de juillet.
- Bédar, en l'honneur de la Virgen de la Cabeza le 23 et 24 septembre.
- Benínar, district de Berja; la particularité est que cette localité n'existe plus depuis qu'elle a été submergée à cause de la construction du barrage homonyme; ses anciens habitants reviennent sur les berges du lac chaque année, les 14, 15 ou 16 août en l'honneur de San Roque.
- Carboneras entre le 11 et le 15 juin, elles coïncident avec les fêtes patronales en l'honneur de San Antonio de Padua.
- Cuevas del Almanzora.
- Fuencaliente (Serón).
- Gérgal, en l'honneur de San Sebastián, célébrées entre le 23 et le 25 janvier.
- Higueral (Tíjola), en l'honneur de San Antonio, entre le 10 et le 13  juin.
- Huércal de Almería.
- La Loma (Serón), en l'honneur de San Miguel le 29 septembre.
- Laroya, en l'honneur du patron San Ramón entre le 30 et le 31 août.
- Lubrín, en l'honneur de San Sebastián entre le 20 et le 21  janvier.
- Lúcar, en l'honneur de San Sebastián, célébrées le 20 janvier.
- Níjar.
- Mojácar, entre le 7 et le 9 juin.
- Oria, en l'honneur de San Gregorio, .
- Partaloa.
- Paterna del Río, en l'honneur du Cristo de las Penas les 14 et 15  septembre.
- Pechina, en l'honneur de San Indalecio.
- Purchena: jeux mauresques de Aben Humeya.
- Santos (Los) de Alcóntar, (Alcóntar).
- Senés en l'honneur du patron, El Divino Rostro; et célébrées la première quinzaine d’août.
- Sierro.
- Somontín, en l'honneur de San Sebastián et Santa Inés, du 18 au 20 ou du 19 au 21 janvier.
- Turrillas, en l'honneur de San Antonio de Padua entre le 13 et le 15  juin.
- Velefique: en l'honneur de son patron, San Roque.

#### Province de Cadix
- Benamahoma: se célèbrent en juin, en l'honneur de Saint Antoine de Padoue (13 juin).

#### Province de Castellón
- Peñíscola: d'intérêt touristique national. Les défilés se célèbrent en septembre, lors des Fêtes Patronales dédiées à la Patronne Nuestra Señora la Virgen de Ermitana.

#### Province de Ciudad Real
- Alcázar de San Juan

#### Province de Cuenca
- La Alberca de Záncara
- Almendros
- Valverde de Júcar

#### Province de Grenade
- Albondón
- Aldeire.
- Alquife.
- Bácor-Olivar (Cortijo de Freila): Elles se célèbrent le 11 juin.
- Balax (Caniles).
- Benamaurel: Elles se célèbrent le dernier week-end d’avril.
- Bérchules.
- Béznar.
- Bubión.
- Caniles.
- Capileira.
- Cogollos de Guadix.
- Cojáyar (Murtas).
- Cherín (Ugíjar).
- Cúllar-Baza: situé dans la Comarque de Baza. Elles se célèbrent le dernier week-end d’avril.
- Iznalloz.
- Jorairátar (Ugíjar).
- Juviles.
- Lanteira.
- Laroles (Nevada).
- Loja
- Murtas.
- Mecina Bombarón (Alpujarra de la Sierra).
- Mecina Tedel (Murtas).
- Montejícar.
- Molvízar.
- Nieles (Cástaras).
- Olmos (Los) (Caniles).
- Orce.
- Pampaneira.
- Picena (Nevada).
- Pozo-Iglesias (Cúllar-Baza).
- Pulidos (Los) (Gorafe).
- Quéntar.
- Rejano (Caniles).
- Talará(Lecrín).
- Trevélez.
- Turón.
- Valcabra (Caniles).
- Válor.
- Vélez Benaudalla.
- Zújar, située en la Comarque de Baza. Elles se célèbrent le dernier week-end d’avril.

#### Province de Jaén
- Bélmez de la Moraleda.
- Campillo de Arenas.
- Cárcheles: Elles se célèbrent le 14 août. Déclarées d'intérêt touristique national d’Andalousie.

#### Province de Lérida
- Lérida

#### Région de Murcie

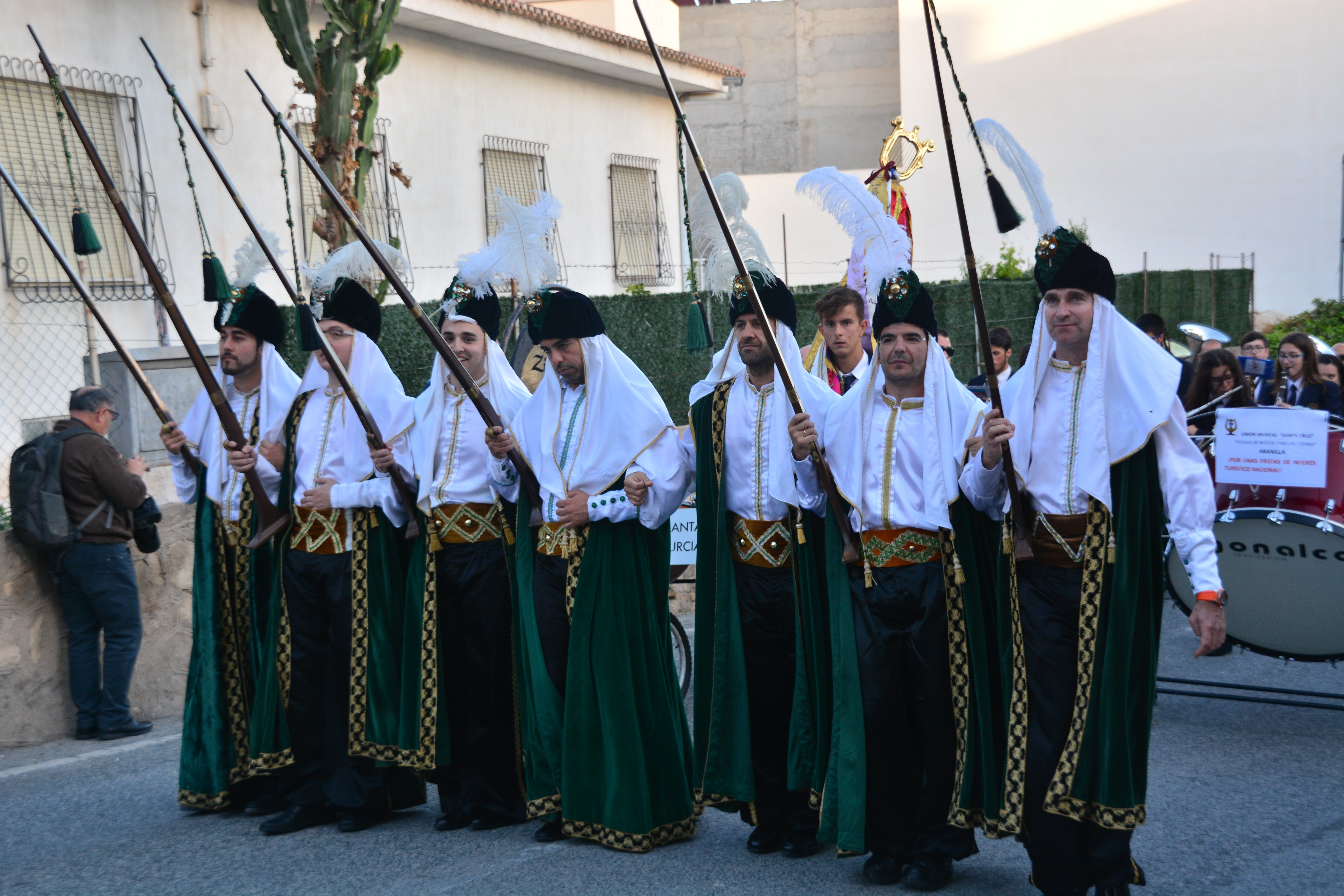
Moros y Cristianos au Abanilla.

- Abanilla: déclarées d'intérêt touristique régional. Le défilé-parade est organisé le soir du 1er mai.
- Caravaca de la Cruz pendant les Fêtes de la Très Sainte et Vraie Croix
- Murcie: Première quinzaine de septembre, avec les fêtes patronales de la Vierge de la Fuensanta
- Mazarrón: Le dimanche suivant le 17 novembre

#### Province de Valence
- Anna
- Agullent
- Aielo de Malferit
- Alacuás
- Albalat de la Ribera: seconde semaine d’octobre.
- Bélgida
- Bocairente
- Fontanares
- La Font de la Figuera: se célèbrent la seconde semaine de décembre.
- L'Olleria:cette célébration a été créée en 1953 par les verriers de cette illustre ville royale. "L'Entra" se fait le premier samedi de septembre.
- OlivaCélébration vers la mi-juillet.
- Ontinyent: déclarées d'intérêt touristique national, se célèbrent depuis le jeudi précédant le quatrième dimanche d’août jusqu’au lundi.
- Paterna
- Piles en mai, avant les fêtes de St Philippe Néri, patron de la ville
- Torrent: se célèbrent la dernière semaine de juillet.
- Valence: on organise la "Entrada" le 9 octobre et dans le quartier de "Marítimo" le premier week-end de juillet.

#### Baléares
Majorque :
- Pollensa
- Soller
- San Telmo
- Andratx
- Valldemossa

Minorque :
Ibiza :
Formentera :